# 塞普泰姆夫里市鎮
42°13′01″N 24°06′00″E / 42.217°N 24.1°E

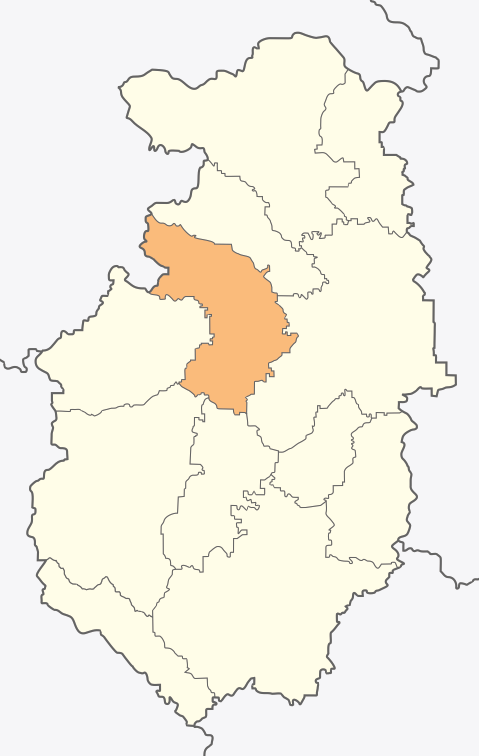

塞普泰姆夫里市，是保加利亞的城鎮，位於該國西南部，由帕扎爾吉克州負責管轄，首府設於塞普泰姆夫里，面積348.9平方公里，2005年人口29,533，人口密度每平方公里84.64人。